# Кефали
Кефали (Mugil) е род от семейството на кефаловите риби (Mugilidae), който се среща по целия свят в тропическите и умерените крайбрежни морски води, но също така навлиза в естуари и реки. В Черно море се срещат 4 вида от рода.

## Видове
Към 2018 г. има 16 признати вида в този род:
- Mugil bananensis Pellegrin, 1927
- Mugil brevirostris A. Miranda-Ribeiro, 1915[3]
- Mugil broussonnetii Valenciennes, 1836
- Mugil capurrii Perugia, 1892
- Mugil cephalus Linnaeus, 1758
- Mugil curema Valenciennes, 1836
- Mugil curvidens Valenciennes, 1836
- Mugil gaimardianus Desmarest, 1831
- Mugil galapagensis Ebeling, 1961
- Mugil hospes DS Jordan & Culver, 1895
- Mugil incilis Hancock, 1830
- Mugil liza Valenciennes, 1836
- Mugil longicauda Guitart & Alvarez-Lojonchere, 1976
- Mugil margaritae Menezes, Nirchio, C. de Oliveira & Siccha-Ramirez, 2015[3]
- Mugil rubrioculus IJ Harrison, Nirchio, C. de Oliveira, Ron & Gaviria, 2007
- Mugil setosus CH Gilbert, 1892
- Mugil thoburni DS Jordan & Starks, 1896
- Mugil trichodon Poey, 1875

Най-старият известен член на семейството е †Mugil princeps Agassiz, 1843 от най-късната олигоценска възраст на формацията Екс-ан-Прованс във Франция. Въз основа на проучвания на този изкопаем вид молекулярната филогения предполага, че съвременните Кефали са възникнали преди около 30 милиона години.